# Combourg
Combourg település Franciaországban, Ille-et-Vilaine megyében. Lakosainak száma 6324 fő (2022. január 1.). Combourg Lanrigan, Bonnemain, La Chapelle-aux-Filtzméens, Cuguen, Dingé, Lourmais, Meillac, Québriac, Saint-Léger-des-Prés és Trémeheuc községekkel határos.

## Népesség
A település népességének változása:
| Lakosok száma | 4457 | 4733 | 4843 | 5223 | 5765 | 5862 | 5940 | 5963 | 6082 | 6324 |
|               | 1968 | 1982 | 1990 | 2006 | 2013 | 2015 | 2017 | 2019 | 2020 | 2022 |